# Мэйса Куроки
Мэйса Куроки  (яп. 黒木 メイサ, наст. имя: Сацуки Симабукуро, яп. 島袋 さつき, род. 28 мая 1988) — японская актриса, модель, певица. Актёрский дебют её состоялся в 2004 году, и с тех пор она успела сняться в бесчисленном множестве фильмов, сериалов и рекламных роликов.
В 2009 году состоялся её дебют в главной роли в кино — в фильме «Subaru» режиссёра Билла Конга, про одарённую балерину. Премьера фильма состоялась 20 марта, а в апреле у неё вышел дебютный альбом.
В 2009 году Куроки стала «лицом» «Emporio Armani» в Японии и принимала участие в ивентах, организуемых этим модным брендом по всему миру. В 2010 году она подписала контракт с косметическим брэндом L’Oréal на то, чтобы стать его международным «лицом».

## Личная жизнь
2 февраля 2012 Мэйса Куроки вышла замуж за Дзина Аканиси, певца, бывшего участника бой-бенда KAT-TUN. 23 сентября 2012 года у них родилась дочь Тейя (Theia). В конце 2016 года стало известно, что Куроки ждёт второго ребёнка.
7 июня 2017 году родила сына.
25 декабря 2023 года Куроки и Аканиси объявили через свои соответствующие аккаунты в социальных сетях, что они разводятся. Они пообещали вместе растить своих детей

## Награды
| Год  | Приз                               | Категория                    | Фильм/сериал  | Результат |
| ---- | ---------------------------------- | ---------------------------- | ------------- | --------- |
| 2007 | Golden Arrow Award                 | Новичок года                 |               | Победа    |
| 2009 | Hashida Award                      | Новичок года                 |               | Победа    |
| 2009 | Élan d’Or Award                    | Новичок года                 |               | Победа    |
| 2009 | Nikkan Sports Drama Grand Prix     | Лучшая актриса второго плана | Ninkyo Helper | Номинация |
| 2009 | The Television Drama Academy Award | Лучшая актриса второго плана | Ninkyo Helper | Победа    |
| 2009 | TV Life Drama Grand Prix           | Лучшая актриса второго плана | Ninkyo Helper | Победа    |